# Coppa delle nazioni africane 1980
La Coppa delle nazioni africane 1980 fu la dodicesima edizione della suddetta competizione riservata alle nazionali di calcio del continente africano. La manifestazione fu organizzata e vinta dalla Nigeria.
La formula del torneo prevedeva otto nazionali divise in due gironi all'italiana composti da quattro squadre ciascuno, dove le prime due classificate di ogni girone passavano il turno e si scontravano in semifinale.

## Squadre partecipanti
| Nazionale      | Partecipante in quanto                                         |
| -------------- | -------------------------------------------------------------- |
| Nigeria        | Rappresentativa della nazione organizzatrice della fase finale |
| Ghana          | Detentrice del trofeo                                          |
| Egitto         | Vincitrice del secondo turno di qualificazione                 |
| Costa d'Avorio | Vincitrice del secondo turno di qualificazione                 |
| Tanzania       | Vincitrice del secondo turno di qualificazione                 |
| Algeria        | Vincitrice del secondo turno di qualificazione                 |
| Marocco        | Vincitrice del secondo turno di qualificazione                 |
| Guinea         | Vincitrice del secondo turno di qualificazione                 |

## Stadi
| Lagos Ibadan | Lagos                     | Ibadan                 |
| ------------ | ------------------------- | ---------------------- |
| Lagos Ibadan | Stadio Nazionale di Lagos | Stadio Obafemi Awolowo |
| Lagos Ibadan | Capienza: 80 000          | Capienza: 35 000       |
| Lagos Ibadan |                           |                        |

## Risultati

### Fase a gironi

#### Gruppo A

##### Classifica
| Pos. | Squadra        | Pt | G | V | N | P | GF | GS | DR |
| ---- | -------------- | -- | - | - | - | - | -- | -- | -- |
| 1.   | Nigeria        | 5  | 3 | 2 | 1 | 0 | 4  | 1  | +3 |
| 2.   | Egitto         | 4  | 3 | 2 | 0 | 1 | 4  | 3  | +1 |
| 3.   | Costa d'Avorio | 2  | 3 | 0 | 2 | 1 | 2  | 3  | -1 |
| 4.   | Tanzania       | 1  | 3 | 0 | 1 | 2 | 3  | 6  | -3 |

##### Incontri
| Arbitro: | El Naim |

|                                     |           |            |
| Lawal 11’ Onyedika 35’ Odegbami 85’ | Marcatori | 54’ Mkambi |

| Arbitro: | Mondoka |

|                       |           |             |
| Hammam 8’ Mokhtar 20’ | Marcatori | 7’ Ani Gome |

| Arbitro: | Ramlochun |

|                      |           |           |
| Chehata 32’ Nour 38’ | Marcatori | 86’ Wazir |

| Lagos 12 marzo 1980 | Nigeria         | 0 – 0 referto | Costa d'Avorio | Stadio Surelere\| Arbitro: \| Lawson-Hétchéli \| |
| Arbitro:            | Lawson-Hétchéli |               |                |                                                  |

| Arbitro: | Bakaï |

|            |           |           |
| Kobenan 7’ | Marcatori | 59’ Wazir |

| Arbitro: | Gebreyesus |

|          |           |  |
| Isma 15’ | Marcatori |  |

#### Gruppo B

##### Classifica
| Pos. | Squadra | Pt | G | V | N | P | GF | GS | DR |
| ---- | ------- | -- | - | - | - | - | -- | -- | -- |
| 1.   | Algeria | 5  | 3 | 2 | 1 | 0 | 4  | 2  | +2 |
| 2.   | Marocco | 3  | 3 | 1 | 1 | 1 | 2  | 2  | 0  |
| 3.   | Ghana   | 3  | 3 | 1 | 1 | 1 | 1  | 1  | 0  |
| 4.   | Guinea  | 1  | 3 | 0 | 1 | 2 | 3  | 5  | -2 |

##### Incontri
| Ibadan 9 marzo 1980 | Ghana    | 0 – 0 referto | Algeria | Stadio Obafemi Awolowo\| Arbitro: \| El Ghoul \| |
| Arbitro:            | El Ghoul |               |         |                                                  |

| Arbitro: | Preira |

|                   |           |                  |
| Tahir Mustapha 7’ | Marcatori | 8’ Moussa Camara |

| Arbitro: | Dridi |

|              |           |  |
| Belloumi 90’ | Marcatori |  |

| Arbitro: | Odengo |

|           |           |  |
| Kluse 69’ | Marcatori |  |

| Arbitro: | Traoré |

|                                 |           |                          |
| Bensaoula 12’, 49’ Belloumi 37’ | Marcatori | 82’ Diawara 90’ Bangoura |

| Arbitro: | N'Jie |

|            |           |  |
| Labied 44’ | Marcatori |  |

### Fase finale

#### Tabellone
|  | Semifinali    | Semifinali    | Semifinali |         |         | Finale          | Finale          | Finale          |  |
|  |               |               |            |         |         |                 |                 |                 |  |
|  | Nigeria       | Nigeria       | 1          |         |         |                 |                 |                 |  |
|  | Nigeria       | Nigeria       | 1          |         |         |                 |                 |                 |  |
|  | Marocco       | Marocco       | 0          |         |         |                 |                 |                 |  |
|  | Marocco       | Marocco       | 0          |         | Nigeria | Nigeria         | 3               |                 |  |
|  |               |               |            |         | Nigeria | Nigeria         | 3               |                 |  |
|  |               |               | Algeria    | Algeria | 0       |                 |                 |                 |  |
|  | Algeria (dtr) | Algeria (dtr) | Algeria    | Algeria | 0       | 2 (4)           |                 |                 |  |
|  | Algeria (dtr) | Algeria (dtr) |            |         |         | 2 (4)           |                 |                 |  |
|  | Egitto        | Egitto        | 2 (2)      |         |         | Finale 3º posto | Finale 3º posto | Finale 3º posto |  |
|  | Egitto        | Egitto        | 2 (2)      |         |         |                 |                 |                 |  |
|  |               |               |            |         |         |                 |                 |                 |  |
|  |               |               |            |         |         | Marocco         | Marocco         | 2               |  |
|  |               |               |            |         |         | Marocco         | Marocco         | 2               |  |
|  |               |               |            |         |         | Egitto          | Egitto          | 0               |  |

#### Semifinali
| Arbitro: | El Naim |

|            |           |  |
| Owolabi 9’ | Marcatori |  |

| Arbitro: | Lawson-Hétchéli |

|                                      |                      |                                |
| Assad 55’ Benmiloudi 62’             | Marcatori            | 32’ El Khatib 47’ El Sayed     |
| Belloumi Fergani Khedis Larbès Assad | Tiri di rigore 4 – 2 | Shehata Mokhtar El Khatib Amer |

#### Finale 3º/4º posto
| Arbitro: | Odengo |

|                |           |  |
| Labied 9’, 78’ | Marcatori |  |

#### Finale
| Arbitro: | Gebreyesus Tesfaye |

|                            |           |  |
| Odegbami 2’, 42’ Lawal 50’ | Marcatori |  |

## Statistiche
3 reti
- Khalid Labied
- Segun Odegbami

2 reti
- Lakhdar Belloumi
- Tedj Bensaoula
- Muda Lawal
- Thuwein Waziri

1 reti
- Salah Assad
- Hocine Benmiloudi
- Mahmoud El Khatib
- Ramadan El Sayed
- Maher Hammam
- Mokhtar Mokhtar
- Mosaad Nour
- Hassan Shehata
- Willie Klutse
- Moussa Camara
- Ibrahima Diawara
- Sidouba Bangoura.
- Ani Gome
- Kouman Kobenan
- Tahir Mustapha
- Okey Isima
- Ifeanyi Onyedika
- Felix Owolabi
- Juma Mkambi